# Psychotria spiciflora
Psychotria spiciflora är en måreväxtart som beskrevs av Paul Carpenter Standley. Psychotria spiciflora ingår i släktet Psychotria och familjen måreväxter. Inga underarter finns listade i Catalogue of Life.